# Urmila Eulie Chowdhury

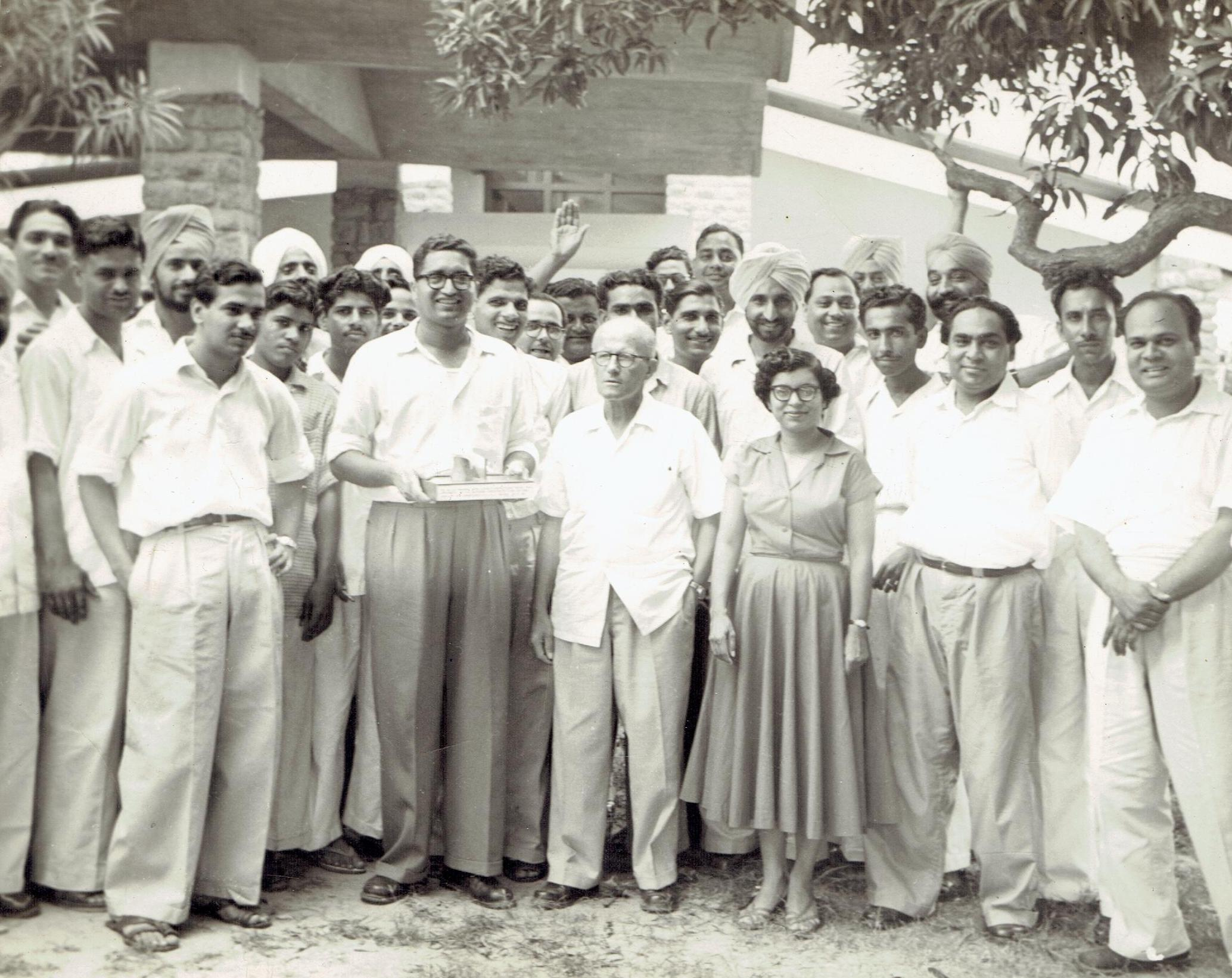
Urmila Chowdhury con Pierre Jeanneret y equipo en Chandigarh

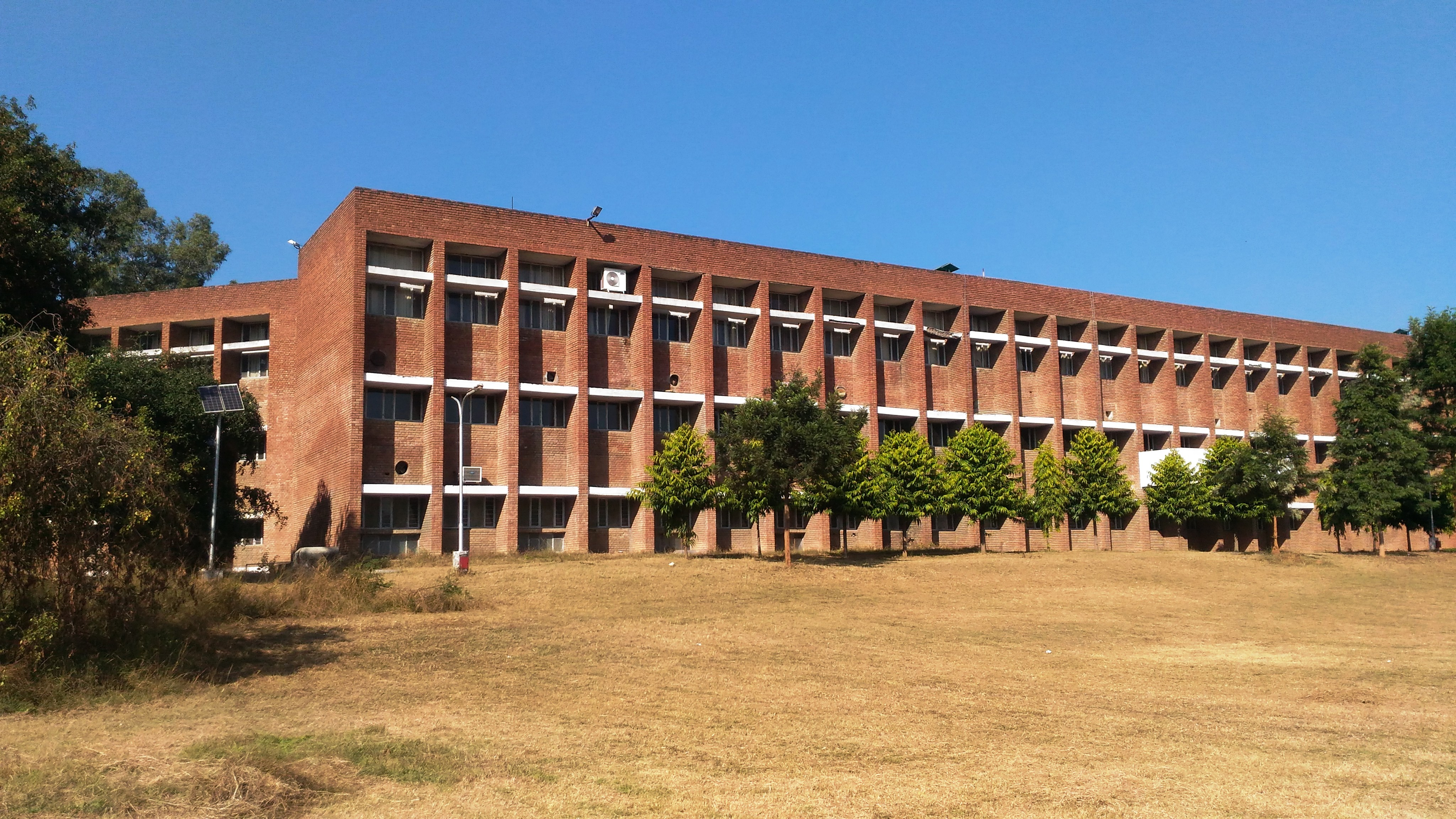
Urmila Chowdhury, Government Home Science College, Chandigarh

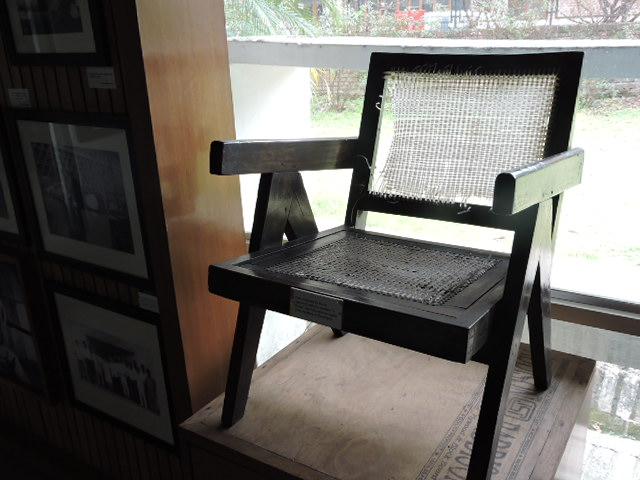
Urmila Chowdhury, Silla Chandigarh

Urmila Eulie Chowdhury (Shahjehanpur, Uttar Pradesh, India, 4 de octubre de 1923-Chandigarh, 20 de septiembre de 1995), fue una arquitecta, profesora y escritora india especializada en arquitectura general, paisajismo y diseño. Trabajó en estrecha colaboración con Le Corbusier en la planificación, diseño y construcción de la ciudad india de Chandigarh.
Pionera en la arquitectura –Archivo Internacional de Mujeres en la Arquitectura de Estados Unidos en 1985– su trabajo es reconocido internacinalmente y está considerada por algunas fuentes como la primera mujer arquitecta de Asia. Fue también la primera mujer india en ser admitida en el Royal Institute of British Architects.

## Biografía
Desde muy joven y debido al trabajo de su padre, quien era diplomático de carrera, Chowdhury viajó por todo el mundo. Por estas circunstancias su formación académica fue diversa y multicultural, convirtiéndose en una mujer cosmopolita.
Se graduó en la Windsor House School de Kobe (Japón) y obtuvo un certificado Cambridge School. Posteriormente se trasladó a Australia, donde estudió arquitectura en la Universidad de Sídney, así como piano y canto en el Conservatorio de Música de la Julian Ashborn School of Art de esa ciudad. En Estados Unidos estudió un grado de Cerámica en Englewood (Nueva Jersey).
Después de estar durante algún tiempo trabajando en Estados Unidos, regresó a la India en 1951, incorporándose al equipo encargado del diseño y construcción de la ciudad de Chandigarh en el proyecto desarrollado por Le Corbusier entre 1951 y 1963.
Formó parte de un pequeño grupo de mujeres que trabajaron en Asia. Algunas fuentes consideran a Urmila Eulie Chowdhury la primera mujer arquitecta en Asia. Sin embargo, la arquitecta filipina Aida-Cruz del Rosario también inició su trabajo en esos años en Asia y las arquitectas Perin Jamsetjee Mistri y Dora Gad incluso la precedieron por una década o más Todas ellas fueron pioneras de la arquitectura en Asia.

## Trayectoria
Existen varias versiones sobre cómo se formó el equipo de arquitectura para la construcción y supervisión de la ciudad de Chandigarh. Comisionada originalmente por el primer ministro de la recién independizada India, Jawaharlal Nehru, llamó a los arquitectos ingleses Jane Drew y Maxwell Fry y ellos invitaron a Le Corbusier —quien ostentaba el cargo de Architectural Advisor—, a participar en el proyecto. Otras versiones indican que Le Corbusier fue llamado directamente por Nehru como responsable del proyecto desde el inicio. Completaban el equipo Pierre Jeanneret, primo de Le Corbusier y asiduo colaborador, además del equipo local compuesto por los urbanistas y arquitectos, M.N. Sharma, A. R. Prabhawalkar, B. P. Mathur, Piloo Moody, U. E. Chowdhary, J. L. Malhotra, J. S. Dethe, N. S. Lamba, M. S. Randhawa, R. R. Handa y Aditya Prakash; así como P. L. Verma (Ingeniero Jefe), y P. N. Thapar (Administrador del Proyecto). 
Chowdhury trabajó en Chandigarh en tres períodos: 
- Primer y segundo períodoː 1951-63 y 1968-70; durante este tiempo se dedicó a colaborar en el equipo de diseñadores y tuvo a su cargo el diseño y construcción del Home Science College, el Women’s Polytechnic y varias casas para los ministros del gobierno.

- Tercer períodoː 1971-76, en el que se desempeñó como Arquitecta Jefe, a cargo de la segunda fase de planificación de la ciudad. Como Le Corbusier no hablaba en inglés Chowdhury además actuó como traductora y nexo entre los equipos.[10]

Las obras a cargo de los arquitectos indios, entre ellos Chowdhury, inspiradas en los postulados modernos y en gran medida influenciadas por Le Corbusier, son dignos ejemplos de la arquitectura local y del espíritu de modernidad en desarrollo. Sin embargo algunos autores ha querido desmerecer este esfuerzo, como Leonardo Benévolo, quien escribeː “Los edificios construidos en Chandigarh por otros proyectistas europeos o indios demuestran con toda evidencia su pobreza y la repetición mecánica de algunos motivos convencionales modernos”, rescatando solamente el trabajo de M. N. Sharma y B. V. Doshi, quienes de acuerdo con  el autor, realizaron una “síntesis satisfactoria” del método internacional y las condiciones locales.
Entre 1963-65 Chowdhury fue la directora de la Escuela de Arquitectura de Delhi, tiempo durante el cual también escribió Memorias de Le Corbusier (Those were the Days, en inglés), una colección de anécdotas sobre el tiempo que trabajaron juntos. A lo largo de su vida colaboró con numerosas publicaciones, entre otras realizó la traducción del francés al inglés de The Three Human Establishments (Le Corbusier), y algunos artículos para las revistas Progressive Architecture, Architectural Design y Casabella.
Trabajó como Arquitecta Jefe del estado de Harayana entre 1970 y 1971, del estado de Chandigarh entre 1971 y 1976, y del estado de Punjab de 1976  a 1981. Ese mismo año se retiró del servicio público para dedicarse a la práctica privada de la arquitectura en Chandigarh.
Chowdhury se interesó además por el paisajismo y el diseño de mobiliario. En 1955 diseñó junto al arquitecto suizo Pierre Jeanneret, la silla Chandigarh. Otros autores indican que la mayoría del mobiliario de los edificios del Complejo del Capitolio y la Biblioteca Gandhi Bhavan de la Universidad de Panjab, fueron también diseñados por Chowdhury.
A lo largo de su vida perteneció a diversas asociaciones relacionadas con la profesión: el Royal Institute of British Architects y el Indian Institute of Architects. Fundó y fue la presidenta y productora del Chandigarh Amateur Dramatic Society y la Alianza Francesa Le Corbusier de Chandigarh. Realizó más de cien diseños de arquitectura entre los que se encontraron edificios públicos, estaciones de tren y viviendas. Además de la arquitectura fue actriz de teatro y pintora. Falleció el 20 de septiembre de 1995 en Chandigarh a causa de una enfermedad.

## Premios
- 1964: Medalla President’s por los diseños de muebles de precio económico.[1]

## Obras publicadas
- Architecture.[1]
- Town Planning and Interior Design.[1]
- Man, Science and Society.[1]
- Memoire of Le Corbusier.[1]